# Valeria Marini
Pour les articles homonymes, voir Marini.
Valeria Marini est une actrice, mannequin et présentatrice de télévision italienne, née à Rome le 14 mai 1967.

## Biographie
Valeria Marini est née à Rome d'une mère sarde et à un père romain. À la séparation de ses parents, elle suit sa mère à Cagliari où elle grandit . Sa première apparition cinématographique date de 1987 dans le film Cronaca nera puis  en 1991 fait ses débuts au théâtre avec la comédie I ragazzi irresistibili. En 1992, elle fait ses débuts à la télévision avec le spectacle Luna di miele. C'est lors de ce programme qu'elle est remarquée par le réalisateur Pierfrancesco Pingitore, qui la choisit pour remplacer Pamela Prati dans les spectacles Bagaglino, une série annuelle de spectacles de théâtre transformés en programmes de télévision. Elle participe aussi à plusieurs séries telles que Bucce di banana, Champagne, Rose Rosse, Viva le Italiane, Miconsenta et  Barbecue.
En 1997, elle est choisie pour présenter le Festival de Sanremo avec Mike Bongiorno et Piero Chiambretti.
Valeria Marini joue également dans plusieurs films, et dans les années 2000, elle commence une carrière de créatrice de mode. En 2006, elle participe au reality show Reality Circus. En 2010, elle  co-organise le programme de télévision I Raccomandati, avec Pupo, Emanuele Filiberto et Géorgia Luzi. Dans la même année, elle apparaît dans une scène de Somewhere de  Sofia Coppola.
En 2012, elle a participe à la neuvième saison de L'isola dei famosi, la version italienne de Survivor. En 2014, elle joue dans le Un ragazzo d'oro de Pupi Avati.
En 2015, elle a participé en tant que concurrente, avec Federico Degli Esposti à la troisième saison de « Notti sul ghiaccio », la version italienne de Skating with the Stars. En 2016, elle  participe à la première saison de Grande Fratello VIP, la version italienne de  Celebrity Big Brother. Elle termine 3e lors de la finale.
En 2020 elle participe à la saison 4 de Grande Fratello VIP, en intégrant l'aventure le 48e jour ; elle est finalement éliminée le 71e jour, juste après l'acteur Fabio Testi[réf. nécessaire].
En novembre 2021 elle participe une 3e fois à Grande Fratello VIP, lors de la saison 6. Elle intègre la maison le 78e jour, et est éliminée le 131e jour.

## Filmographie partielle

### Cinéma
- 1992 : Un ours nommé Arthur (Un orso chiamato Arturo) de Sergio Martino
- 1996 : Bámbola de Bigas Luna : Mina "Bambola"
- 2001 : Buñuel et la Table du Roi Salomon de Carlos Saura : Ana María de Zayas
- 2009 : Somewhere de Sofia Coppola
- 2014 : Un ragazzo d'oro de Pupi Avati

### Télévision
- 1996 : La Légende d'Aliséa (série télévisée) : l'Esprit de la fontaine
- 1999-1999 : Pepe Carvalho (série télévisée) : Charo #1